# Svederník
Svederník – wieś (obec) na Słowacji położona w kraju żylińskim, w okręgu Żylina. Pierwsze wzmianki o miejscowości pochodzą z roku 1392.
Według danych z dnia 31 grudnia 2010, wieś zamieszkiwało 1034 osób, w tym 539 kobiet i 495 mężczyzn.
W 2001 roku rozkład populacji względem narodowości i przynależności etnicznej wyglądał następująco:

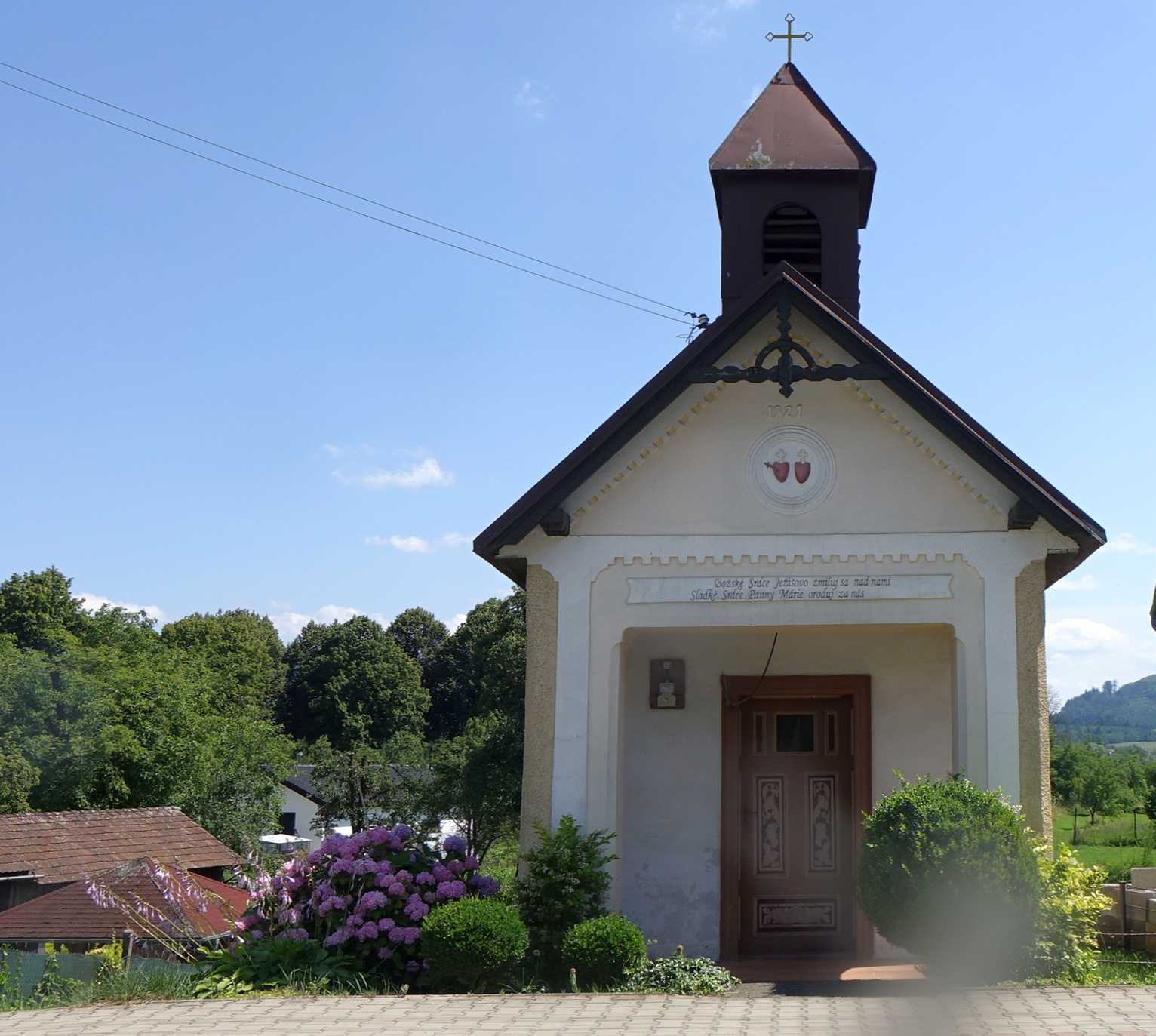
Kapliczka

- Słowacy – 99,27%
- Czesi – 0,63%